# Ансар (издательство)
Изда́тельский дом «Анса́р» — российское издательство, основанное в 2002 году М. К. Сайфутдиновым. Одно из крупнейших мусульманских издательств России.

## Издательство
Издательство специализируется на выпуске печатной продукции исламской тематики (суфизм, традиционное исламское богословие, современные проблемы и т. д.). «Ансар» было создано с целью ознакомить жителей России и ближнего зарубежья с мусульманской культурой, трудами выдающихся мусульманских богословов прошлого и современности и т. д. Также издаются детская и художественная литература. Издательским домом был проведен первый богословский мусульманско-христианский диспут. На его основе был снят фильм.

## Продукция
Одним из основных проектов «Ансара» является серия книг «Золотой фонд исламской мысли». В рамках этой серии задумано издание трудов выдающихся исламских ученых, среди которых: имамы Абу Ханифа, аш-Шафии, Ибн Абидина, Раббани, аль-Ашари, аль-Матуриди, А. А. Али-заде и другие. В реализации данного проекта участвуют Российский университет дружбы народов (РУДН), Башкирский государственный университет (ныне Уфимский университет науки и технологий) и Санкт-Петербургское отделение Института востоковедения РАН. Издательский дом уже выпустил около 120 трудов имама аль-Газали, сонник Ибн Сирина «Большой тафсир снов» и т. д.
Помимо этого «Ансар» выпускает такие серии, как: (изданы: Абдуль-Кадир Иса «Истина суфизма», Саид-Рамадан аль-Бути «Путь размечен. Отказ от мазхабов — опаснейшее из нововведений, угрожающий исламскому шариату» и др.), «Ислам и современность» (вышли в свет: сборник статей и фетв «Любовь и секс в Исламе», А.-Г. Бабич «Многоженство. Советы и рекомендации», Абу-ль-Хасан Али Надви «Что потерял мир по причине отхода мусульман от ислама» и др.). «Ансар» было первым издательством, выпустившим «Евангелие от Варнавы» на русском языке.
Помимо печатной, «Ансар» выпускает и аудио-видеопродукцию, среди которых: несколько альбомов всемирно известной нашид-группы «Райхан», дублирование и выпуск фильма Маджида Маджиди «Цвет Рая» на русском языке.